# Devil
Pour les articles homonymes, voir Devil (homonymie) et Démon.
Pour plus de détails, voir Fiche technique et Distribution.
Devil ou Démon au Québec est un thriller américain réalisé par John Erick Dowdle sorti le 17 septembre 2010 aux États-Unis. L'histoire est basée sur un scénario de M. Night Shyamalan.
Un groupe de cinq personnes se retrouve coincé dans l'ascenseur d'un gratte-ciel, cependant, l'une d'entre elles s'avère être le diable.

## Synopsis
« Soyez sobres, soyez vigilants : car votre adversaire, le diable, rôde comme un lion rugissant, cherchant qui il dévorera. » (verset biblique de 1 Pierre 5 : 8). Le narrateur (révélé plus tard comme étant Ramirez) raconte une histoire sur son enfance, où sa mère lui expliquait, ainsi qu'à ses frères et sœurs, les circonstances qui entourent le diable errant sur la Terre, à la recherche des âmes de personnes impénitentes à emmener en enfer. Un homme se défenestre depuis un gratte-ciel de Philadelphie, laissant une note de suicide annonçant la présence imminente du diable. Le détective Bowden (Chris Messina) est appelé sur les lieux du suicide et enquête.
Peu de temps après, dans ce gratte-ciel, un agent de sécurité intérimaire (Bokeem Woodbine), un vendeur de matelas (Geoffrey Arend), une jeune femme (Bojana Novakovic), une femme âgée (Jenny O'Hara (en)) et un ancien Marine devenu mécanicien (Logan Marshall-Green) montent à bord d'un ascenseur. Celui-ci s'arrête coincé à mi-chemin. Au poste de vidéosurveillance, les agents de sécurité Lustig et Ramírez sont en service. Lustig constate l'immobilisation de l'ascenseur, le signale à Ramírez et suppose que celui-ci est en maintenance. Lustig contacte le réparateur qui est en train de changer la vitre brisée dans le bureau d'où le suicidé s'est défenestré. Lustig et Ramírez observent les passagers de l'ascenseur sur le moniteur transmettant les images de la caméra de sécurité embarquée, puis Lustig leur parle par le haut-parleur. Le micro de l'ascenseur ne fonctionne pas, ils ne peuvent donc pas entendre ce que disent les passagers.
Le réparateur ne parvient pas à le redémarrer l'ascenseur et manque de mourir en essayant de le faire. Dans l'ascenseur, les lumières clignotent fréquemment et s'éteignent complètement par intervalles. Pendant un intervalle, sur le moniteur transmettant les images dans l'ascenseur, Ramírez distingue un visage, qu'il croit être celui du diable. Lustig ne le prend pas au sérieux. Au même moment, la jeune femme sent quelque chose dans son dos et accuse le vendeur de matelas. Le groupe se méfie de lui et exige qu'il se tienne immobile dans son coin. Au retour de la lumière, la jeune femme a une marque de morsure dans le dos et le vendeur a du sang sur ses vêtements et sur ses mains. Le détective Bowden est appelé sur les lieux.
Les lumières s'éteignent à nouveau et les miroirs de l'ascenseur se brisent. Lorsque les lumières reviennent, un éclat de miroir brisé est planté dans la veine jugulaire du vendeur de matelas et il meurt, ce qui déclenche une enquête sur la scène de crime. Dehors, les agents de sécurité, le réparateur et les pompiers tentent d'entrer, en vain. Les passagers se soupçonnent, tandis que les agents de sécurité les surveillent par l'intermédiaire de la caméra. Comme le soutient le groupe, le dispositif de rappel du réparateur se brise et il tombe mort sur le plafond de l'ascenseur, terrifiant les occupants. Ramirez tente en vain de convaincre les détectives qu'il pourrait s'agir de « la réunion du diable ». Une inconnue tente sans succès de pénétrer dans le bâtiment et fait le tour par l'arrière.
Bowden et son partenaire utilisent la feuille du registre d'inscription dans le hall et les images des caméras de surveillance pour identifier les passagers. L'agent de sécurité intérimaire s'appelle Ben Larson, qui a un casier judiciaire pour agression et coups et blessures jusqu'au coma. Le vendeur de matelas est identifié comme étant Vince McCormick, qui a escroqué de nombreuses personnes par un système de Ponzi. La jeune femme est identifiée comme étant Sarah Caraway, mariée à un homme riche et qui envisage de divorcer, après lui avoir volé son argent, comme elle l'a déjà fait auparavant. La femme âgée est identifiée comme étant Jane Kowski, qui a été filmée par la caméra de sécurité en train de voler le portefeuille d'une femme. Le mécanicien et ancien Marine ne peut pas être identifié, car il ne s'est pas inscrit sur le registre d'entrée, ce qui en fait le principal suspect.
Après examen des images de la caméra de sécurité du hall d'entrée, les détectives constatent que le mécanicien est entré dans le bâtiment avec un sac qu'il n'a plus. Ils trouvent le sac rempli d'outils caché sous un lavabo des toilettes du hall et le soupçonnent davantage. Soudain, les lumières de l'ascenseur vacillent et s'éteignent encore une fois. Lorsqu'elles se rallument, la femme âgée est pendue par le cou avec un câble électrique du plafond.
Ramirez montre à Bowden le visage du diable qu'il a vu plus tôt, Bowden ne le prend pas au sérieux et lui répond que les humains n'ont pas besoin du diable pour les forcer à faire de mauvaises choses, car ils en sont capables d'eux-mêmes. Il raconte que son épouse et son fils ont été tués cinq ans auparavant dans un accident de voiture sur Bethlehem Pike Road, par un chauffard qui a pris la fuite et n'a jamais été retrouvé. Bowden sort de son portefeuilles un morceau de papier plié que Ramirez déplie et lit. Bowden dit sarcastiquement que tout va bien, car le chauffard a glissé sous l'essuie-glace de la voiture de son épouse ce coupon de lavage de voiture, sur lequel il a griffonné le message « Je suis vraiment désolé ».
Alors que les détectives enquêtent sur le Marine, Ben et le Marine se disputent, chacun soupçonnant l'autre d'être le tueur. Sarah dit à Ben de tuer le Marine avant de les tue et Ben attaque le Marine. Bowden revient à la salle de contrôle et désamorce la situation en ordonnant aux passagers de se tourner face aux parois de l'ascenseur et de poser leurs mains ouvertes en l'air sur les parois. À court de réponses, Bowden demande à Ramirez comment les sauver, si le diable est vraiment là. Ramirez répond : « Ils meurent tous. » Lustig se rend au sous-sol pour couper le courant là où les pompiers percent le mur. Il remarque un fil en court-circuit sur le sol et tente de le déplacer, malgré le fait que le fil étincelle dans une grande flaque d'eau.
Les détectives discutent avec l'avocat que la jeune femme était censée rencontrer et tentent de contacter le mari de Sarah. Lustig, gravement choqué, provoque une scène en trébuchant dans le hall et en s'effondrant au milieu de la foule. Bowden appelle les médecins. Dans l'ascenseur, Sarah retire ses mains du mur, mais le Marine lui dit de les remettre. Bowden découvre que Sarah a pris tout l'argent de son mari et que celui-ci le sait peut-être. Après avoir appris que le mari est propriétaire de la société de sécurité du bâtiment, ils soupçonnent que le mari a engagé Ben pour tuer Sarah et qu'il a tué les autres pour le couvrir. Cependant, la quatrième panne se termine avec le cou de Ben cassé.
La Marine et Sarah se soupçonnent, s'armant d'éclats de miroir, mais Bowden désamorce la situation en leur racontant son rétablissement de l'alcoolisme après la mort de sa famille. Les lumières s'éteignent à nouveau et Sarah a la gorge tranchée. Le Marine tente d'arrêter l'hémorragie.
L'inconnue d'avant est amenée dans la salle de contrôle. Elle leur dit que le Marine est son fiancé, qu'il est effectivement venu pour un entretien d'embauche et qu'il ne voulait pas emporter ses outils, alors il les a cachés. Il lui avait demandé de venir le chercher après l'entretien. Elle dit aux détectives qu'il s'appelle Tony Janekowski. Les détectives réalisent qu'il s'est finalement connecté et que Jane Kowski, l'identité présumée de la femme âgée, n'était pas réelle. À ce moment-là, le diable se manifeste sous la forme de la femme âgée morte plus tôt. Tony essaie d'échanger sa vie contre Sarah, mais le diable dit qu'il ne peut pas le faire. Lorsque Tony dit qu'il mérite d'être puni, le diable lui crie dessus et fait tomber l'ascenseur de plusieurs étages et s'arrête soudainement, ce qui fait tomber par inadvertance la radio du technicien de réparation mort au-dessus de la cabine de l'ascenseur. Tony prend la radio et avoue qu'il a fui les lieux d'un accident mortel il y a cinq ans sur Bethlehem Pike Road, où une femme et un enfant ont été tués. Le détective Bowden se rend compte que Tony est le responsable de la mort de sa famille.
Le diable, incapable de récupérer son âme maintenant que Tony a avoué et s'est repenti, disparaît alors que l'électricité dans tout le bâtiment est rétablie. Les pompiers parviennent enfin à entrer, mais la vieille dame est partie. Alors que les cadavres de Sarah, Ben, Vince et du réparateur sont emmenés, Bowden décide de mettre Tony en garde à vue. En route, il révèle à Tony que c'est sa famille qu'il a tué dans cet accident. À sa grande surprise, il pardonne à Tony.
Le narrateur (Ramirez) conclut le film en disant que sa mère le réconforterait, lui et ses frères et sœurs, après son histoire effrayante, en leur disant de ne pas s'inquiéter, car si le diable est réel, alors Dieu est réel aussi.

## Fiche technique
- Titre original : Devil
- Réalisation : John Erick Dowdle
- Scénario : M. Night Shyamalan et Brian Nelson (en)
- Production : Sam Mercer et M. Night Shyamalan
- Sociétés de production : Media Rights Capital et Night Chronicles
- Société de distribution : Universal Pictures
- Photographie : Tak Fujimoto
- Montage : Elliot Greenberg
- Costumes : Erin Benach
- Genre : Thriller, Horreur, Fantastique
- Pays : États-Unis
- Langue originale : Anglais
- Budget : 10 millions $
- Date de sortie : 17 septembre 2010 ( États-Unis)

## Distribution
- Chris Messina (VF : Serge Faliu et VQ : Marc-André Bélanger) : Détective Bowden
- Logan Marshall-Green (VF : Bertrand Nadler et VQ : Patrice Dubois) : Anthony « Tony » Janecowski, mécanicien ancien Marine
- Jenny O'Hara (en) (VQ : Madeleine Arsenault) : femme âgée
- Bojana Novakovic (VF : Sylvie Jacob et VQ : Michèle Lituac) : Sarah Caraway
- Bokeem Woodbine (VF : Gilles Morvan) : Ben Larson, agent de sécurité intérimaire
- Geoffrey Arend (VF : Pierre Tessier) et VQ : Gilbert Lachance)  : Vince McCarthy, vendeur de matelas
- Jacob Vargas (VF : Sébastien Desjours et VQ : Luis Oliva) : Ramirez, agent de sécurité
- Matt Craven (VF : Bernard Lanneau et VQ : Frédéric Desager) : Lustig, agent de sécurité
- Joshua Peace (VF : Philippe Vincent) : Détective Markowitz
- Joe Cobden (VF : Jérôme Pauwels et VQ : Hugolin Chevrette) : Dwight
- Caroline Dhavernas (VQ : Ariane-Li Simard-Côté) : Elsa Nahai

## Accueil

### Box office
- Mondial : 62 695 489 $ [1]
- États-Unis : 33 601 190 $
- France : 12 672 entrées[2]

## Autour du film
Les Night Chronicles (que l'on peut traduire par « Chroniques de la nuit ») devaient être une trilogie inspirée par M. Night Shyamalan. Il s'agit de chroniques créées à la suite des critiques qui ont souvent prétendu que Shyamalan était meilleur réalisateur que scénariste. Aussi, ce dernier a décidé de placer son imagination entre les mains de jeunes réalisateurs. Aux côtés de Media Rights Capital, il a donc créé les Night Chronicles. Chaque année, durant trois ans, il devait écrire un thriller que réaliseraient d'autres réalisateurs. Shyamalan est également producteur de ces films. Voici ce qu'il déclare à ce sujet :

« Travailler avec la prochaine nouvelle vague de réalisateurs va m'apprendre beaucoup de choses que je pourrai ensuite apporter à mes propres réalisations. »

Dans ce sens, le premier projet est Devil qui sort en 2010. Le second était prévu pour 2012 et s'intitulait Twelve Strangers, le titre fut changé pour Reincarnate mais il semble qu'il n'ait jamais dépassé le stade du développement. 
Le film a été projeté la première fois en France au Festival du film fantastique de Gérardmer en 2011.